# Agony Column
Agony Column was een Amerikaanse heavymetalband opgericht in 1985. Na de uitgave van hun derde album in 1996 ging de band uit elkaar.

## Artiesten
- Richie Turner - vocalist
- Stuart Lawrence - gitarist
- Pawl Willis - bassist
- Charlie Brownell - drummer

## Discografie
- 1989 - God, Guns & Guts - (Big Chief)
- 1991 - Brave Words And Bloody Knuckles - (Big Chief)
- 1996 - Way Back In The Woods - (No Bull)